# Endogeniczny model wzrostu gospodarczego
Endogeniczne modele wzrostu gospodarczego – modele, w których postęp techniczny (rozumiany jako akumulacja wiedzy naukowo-technicznej i kapitału ludzkiego) jest przede wszystkim skutkiem decyzji inwestycyjnych konsumentów i producentów, którzy zawsze postępują racjonalnie. Trzecim podmiotem podejmującym decyzje o alokacji kapitału jest państwo, realizujące określoną, długookresową politykę ekonomiczną.
Na gruncie endogenicznej teorii wzrostu szczególnego znaczenia nabiera analiza możliwości oddziaływania państwa na przebieg procesów wzrostu. Państwo w tych modelach ma wpływ nie tylko na poziom produkcji, ale także determinuje długookresową stopę wzrostu. Implikacją stosowania tych modeli był znaczny wzrost badań nad korelacją polityki państwa a obserwowanym wzrostem gospodarczym.
Najważniejszy wniosek płynący z modeli endogenicznych mówi o tym, że motywacją powinna być jakość inwestycji, a nie ich ilość. Chodzi o to, by wybierać strategicznie konkretne sektory gospodarki, które inwestycji potrzebują najbardziej.
W modelach tych przyjmuje się założenie o wewnętrznym charakterze stopy postępu technicznego, który wynika z celowych inwestycji podmiotów. Również endogeniczne jest pochodzenie stopy oszczędności/inwestycji, która kształtuje się na takim poziomie, by maksymalizować sumę użyteczności konsumpcji typowego podmiotu w gospodarce.
Jako że podstawą zrównoważonego wzrostu, w rozumieniu tej teorii, są stałe przychody z akumulacji kapitału, musiano zdeprecjonować znaczenie założenia o malejących krańcowych przychodach z tego czynnika produkcji. Nie ma żadnego powodu, by rezygnować z inwestowania w kapitał ludzki kiedykolwiek i w jakimkolwiek tempie, ponieważ zakumulowana większa ilość kapitału, przy stałej krańcowej produktywności się nie zmniejszy, a pozostanie stała. Zatem kraj inwestujący w kapitał ludzki nie zetknie się z malejącymi korzyściami ze skali.
Modele endogeniczne wzrostu kładą nacisk na efekt pośredni polegający na tym, że wzrost inwestycji w jednej firmie przyczynia się do globalnego wzrostu produkcji poprzez zwiększenie ogólnego poziomu wiedzy i kwalifikacji.
Najprostszym przykładem modelu endogenicznego, który jednocześnie obrazuje jego główne założenia, jest model AK. Model ten zakłada stały, dodatni poziom technologii oraz traktuje kapitał jako jedyny czynnik produkcji. W efekcie poziom produkcji jest proporcjonalny do zasobu tak rozumianego kapitału. Dla analizy wzrostu gospodarczego w modelu AK fundamentalne znaczenie ma określenie wielkości oszczędności, gdyż ich wzrost powoduje też przyspieszenie tempa wzrostu gospodarczego. Wzrost oszczędności wynika natomiast z obniżenia poziomu stopy dyskontowej a także z obniżenia elastyczności krańcowej użyteczności konsumpcji. Analogiczny efekt wywołuje podniesienie poziomu technologii.
Endogeniczne modele wzrostu gospodarczego powstały w przeciwstawieniu do wcześniejszych modeli neoklasycznych (egzogenicznych).